# Lei de Ajuste Agrícola
A Lei de Ajuste Agrícola (em inglês:  Agricultural Adjustment Act) (AAA) foi uma lei federal dos Estados Unidos da era do New Deal destinada a aumentar os preços agrícolas, reduzindo os excedentes. O governo comprou gado para abate e pagou subsídios aos agricultores para não plantarem em parte das suas terras. O dinheiro para estes subsídios foi gerado através de um imposto exclusivo sobre as empresas que processavam produtos agrícolas. A lei criou uma nova agência, a Administração de Ajustamento Agrícola, também chamada "AAA" (1933-1942), uma agência do Departamento de Agricultura dos Estados Unidos, para supervisionar a distribuição dos subsídios. A Lei de Marketing Agrícola, que estabeleceu o Federal Farm Board em 1929, foi vista como um importante precursor desta lei. O AAA, juntamente com outros programas do New Deal, representou o primeiro esforço substancial do governo federal para abordar o bem-estar econômico nos Estados Unidos.